# Roy Urquhart
El mayor general Robert Elliott Urquhart, (28 de noviembre de 1901 - 13 de diciembre de 1988) fue un militar británico, famoso por haber comandado a la 1.ª División Aerotransportada británica durante la Operación Market Garden, en la Segunda Guerra Mundial.

## Vida y carrera militar
Roy Urquhart nació en Shepperton, Middlesex, Inglaterra, el 28 de noviembre de 1901. Fue el hijo de un dentista escocés y fue educado en St Paul's School, Londres, y en el Royal Military College, Sandhurst. Después de ello fue comisionado como segundo teniente de Highland Light Infantry (HLI) el 24 de diciembre de 1920.
Urquhart formaba parte del estado mayor de operaciones del ejército británico en la 3.ª División de Infantería, a comienzos de la Segunda Guerra Mundial. Entre 1941 y 1942, mandó la 2.ª División de Infantería Ligera, y en 1943 fue transferido a África del Norte. Temporalmente estuvo al frente de la 231.ª Brigada de Infantería, que participó en la batalla de Sicilia antes de volver a Inglaterra, donde sirvió hasta 1944 como miembro del estado mayor del 12° Cuerpo.
En 1944, asumió el mando de la 1.ª División Aerotransportada británica, aunque no tenía experiencia en paracaidismo y tenía problemas de mareo al volar en aviones. Después de la Operación Market Garden, continuó sirviendo en el ejército hasta su jubilación en 1955.
Roy Urquhar se casó y tuvo cuatro hijos con su mujer.
Urquhart fue interpretado por Sean Connery en la película A Bridge Too Far (1977), de Richard Attenborough, que relata la Operación Market Garden.